# ایتالیا بیدار گشته‌است
ایتالیا بیدار گشته‌است (ایتالیایی: L'Italia s'è desta) یک فیلم صامت ایتالیایی به کارگردانی الویرا نوتاری است که در سال ۱۹۲۷ منتشر شد. عنوان ترانه اشاره‌ای است به سرود ملی ایتالیا.
از بازیگران این فیلم می‌توان به ادواردو نوتاری اشاره کرد.